# Руда (притока Одри)
Руда (пол. Ruda, нім. Raude  — річка в Польщі, у Рациборському повіті Сілезького воєводства. Права притока Одри (басейн Балтійського моря).

## Опис

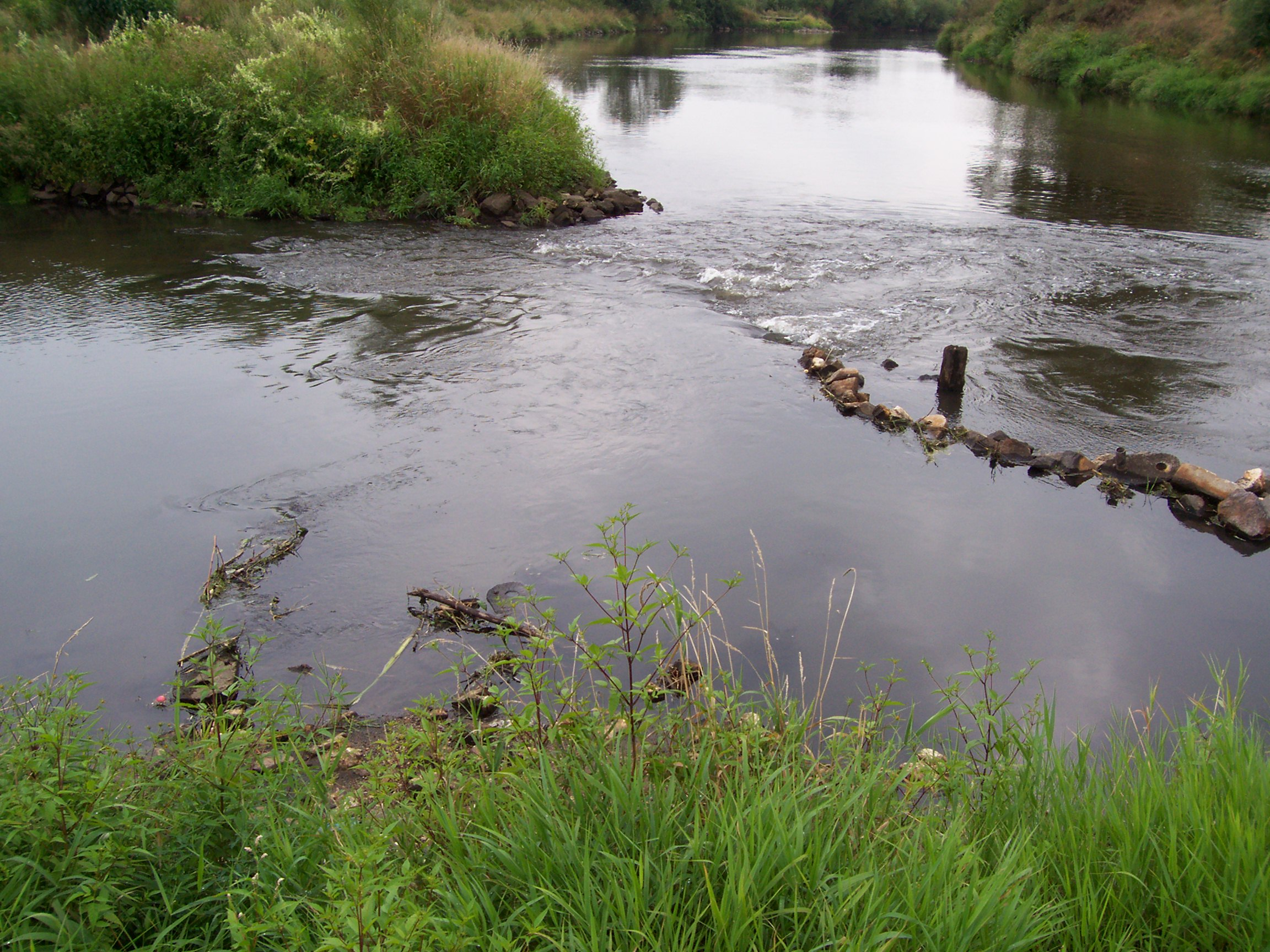
Гирло Руди до Одри

Довжина річки 52,32 км, висота витоку над рвівнем моря — 240 м, висота гирла над рівнем моря — 175 м. Площа басейну водозбору 504,06  км².

## Розташування
Бере початок на південній стороні від міста Жори. Тече переважно на північний захід через міста Рибник, Кузню-Рациборську і біля села Туже впадає у річку Одру.
Населені пункти вздовж берегової смуги: Руди, Руда Козельська, Седліська, Будзіська.
Притоки: Нацина, Суміна (ліві).